# Forever Young (Album)
Forever Young ist das Debütalbum der deutschen Synthiepop-Band Alphaville, das am 27. September 1984 durch die Warner Music Group veröffentlicht wurde.

## Hintergrund
Dem Album wurden Einflüsse von Roxy Music und Kraftwerk bescheinigt. Es wurde von Andreas Budde, Wolfgang Loos und Colin Pearson produziert und auch von Wolfgang Loos abgemischt. Ken Taylor spielte Bass, Curt Cress Schlagzeug und Percussion.
Dem Erscheinen im September 1984 gingen bereits die zwei Singleveröffentlichungen Big in Japan und Sounds Like a Melody voraus, bevor Forever Young zum Erscheinungstermin ausgekoppelt wurde. Die Platte verkaufte sich etwa zwei Millionen Mal. Das Album Forever Young erreichte die Top 20 in sechs europäischen Staaten, in zwei davon, Norwegen und Schweden Platz 1, in den USA konnte es allerdings nur Platz 180 belegen. In Schweden bekam das Album 1984 einen Rockbjörnen für das beste „ausländische Album des Jahres“.
Zum 35. Geburtstag des Albums erschien 15. März 2019 eine Super-Deluxe-Version, die es noch einmal in die Charts brachte. In Deutschland stieg Forever Young im Zeitraum vom 22. bis zum 28. März 2019 noch einmal auf Platz acht der Albumcharts ein und schaffte es im April 2019 auf Platz eins der Vinylcharts.
Anlässlich des Jubiläums von Forever Young spielten Alphaville bei einem Konzert am 10. April 2019 in der Frankfurter Batschkapp das komplette Album an einem Stück live.

## Artwork
Das Frontcover des Albums wurde von Ulf Meyer zu Kueingdorf gestaltet. Die gezeigte Statue befindet sich (Stand Aug-2025) im Hamburger Stadtteil Barmbek am Schwalbenplatz (vor Haus Schwalbenstraße 73 / 22305 Hamburg). Sie sollte "Die ewige Jugend" darstellen.

## Titelliste

### Standardalbum
1. A Victory of Love – 4:14
2. Summer in Berlin – 4:45
3. Big in Japan – 4:43
4. To Germany with Love – 4:15
5. Fallen Angel – 3:55
6. Forever Young – 3:45
7. In the Mood – 4:29
8. Sounds Like a Melody – 4:42
9. Lies – 3:32
10. The Jet Set – 4:52

### Deluxe-Edition (2 CDs)
Die Deluxe-Edition von 2019 beinhaltet neben dem Standardalbum remastered eine zweite CD mit einem 16 seitigen-Booklet und folgenden Liedern:
1. Big In Japan (Single Version) [2019 Remaster] – 3:55
2. Seeds [2019 Remaster] – 3:19
3. Sounds Like A Melody (Single Version) [2019 Remaster] – 4:32
4. The Nelson Highrise (Sector 1 - The Elevator) [Single Version] [2019 Remaster] – 3:18
5. Forever Young (Version Rapide) [2019 Remaster] – 3:51
6. Welcome To The Sun [2019 Remaster] – 3:12
7. The Jet Set (Single Remix) [2019 Remaster] – 3:53
8. Golden Feeling [2019 Remaster] – 3:54
9. Big In Japan (Extended Remix) [2019 Remaster] – 7:25
10. Sounds Like A Melody (Special Long Version) [2019 Remaster] – 7:45
11. The Nelson Highrise (Sector 1 - The Elevator) [Extended Version] [2019 Remaster] – 4:14
12. Forever Young (Special Dance Version) [2019 Remaster] – 6:12
13. The Jet Set (Jellybean Mix) [2019 Remaster] – 6:31
14. Big In Japan (Extended Instrumental) [2019 Remaster] – 5:58
15. The Jet Set (Dub Mix) [2019 Remaster] – 5:08

## Rezeption

### Rezensionen
Tim DiGravina von Allmusic nannte Forever Young ein „klassisches Synth-Pop-Album“. Er verglich Marian Golds „Schmachtgesang“ mit dem Bryan Ferrys. Bewertet wurde das Album mit 4,5 von 5. Bei Answers.com wurde das Album als ein „guter Ritt, vom Beginn bis zum Schluss“ bezeichnet.

### Chartplatzierungen
| ChartsChartplatzierungen       | Höchstplatzierung | Wochen |
| ------------------------------ | ----------------- | ------ |
| Deutschland (GfK)              | 3 (46 Wo.)        | 46     |
| Österreich (Ö3)                | 16 (5 Wo.)        | 5      |
| Schweiz (IFPI)                 | 4 (21 Wo.)        | 21     |
| Vereinigte Staaten (Billboard) | 180 (14 Wo.)      | 14     |

| ChartsJahrescharts (1985) | Platzierung |
| ------------------------- | ----------- |
| Deutschland (GfK)         | 35          |

### Auszeichnungen für Musikverkäufe
| Land/Region        | Auszeichnungen für Musikverkäufe (Land/Region, Auszeichnung, Verkäufe) | Verkäufe  |
| ------------------ | ---------------------------------------------------------------------- | --------- |
| Deutschland (BVMI) | 3× Gold                                                                | 750.000   |
| Frankreich (SNEP)  | Gold                                                                   | 100.000   |
| Norwegen (IFPI)    | Gold                                                                   | 50.000    |
| Schweden (IFPI)    | Platin                                                                 | 100.000   |
| Schweiz (IFPI)     | Gold                                                                   | 25.000    |
| Südafrika (RISA)   | Gold                                                                   | 25.000    |
| Insgesamt          | 5× Gold · 2× Platin ·                                                  | 1.050.000 |